# Lista de distritos de Mato Grosso do Sul
Esta é uma lista de distritos do estado de Mato Grosso do Sul por ordem alfabética dos respectivos municípios.
| Município                | Distrito                 |
| ------------------------ | ------------------------ |
| Água Clara               | Alto Sucuriú             |
| Água Clara               | Bela Alvorada            |
| Angélica                 | Ipezal                   |
| Antônio João             | Campestre                |
| Aquidauana               | Camisão                  |
| Aquidauana               | Cipolândia               |
| Aquidauana               | Piraputanga              |
| Aquidauana               | Taunay                   |
| Bandeirantes             | Congonha                 |
| Bataguassu               | Porto XV de Novembro     |
| Bela Vista               | Nossa Senhora de Fátima  |
| Bodoquena                | Morraria do Sul          |
| Bonito                   | Águas de Miranda         |
| Brasilândia              | Debrasa                  |
| Camapuã                  | Pontinha do Cocho        |
| Campo Grande             | Anhanduí                 |
| Campo Grande             | Rochedinho               |
| Cassilândia              | Indaiá do Sul            |
| Corguinho                | Baianópolis              |
| Corumbá                  | Albuquerque              |
| Corumbá                  | Amolar                   |
| Corumbá                  | Coimbra                  |
| Corumbá                  | Nhecolândia              |
| Corumbá                  | Paiaguás                 |
| Corumbá                  | Porto Esperança          |
| Costa Rica               | Baús                     |
| Costa Rica               | Paraíso                  |
| Coxim                    | Jauru                    |
| Coxim                    | Silviolândia             |
| Coxim                    | São Romão                |
| Coxim                    | Taquari                  |
| Deodápolis               | Lagoa Bonita             |
| Deodápolis               | Porto Vilma              |
| Deodápolis               | Presidente Castelo       |
| Deodápolis               | Vila União               |
| Dois Irmãos do Buriti    | Palmeiras                |
| Douradina                | Bocajá                   |
| Douradina                | Cruzaltina               |
| Dourados                 | Guaçu                    |
| Dourados                 | Indápolis                |
| Dourados                 | Itaum                    |
| Dourados                 | Panambi                  |
| Dourados                 | Picadinha                |
| Dourados                 | São Pedro                |
| Dourados                 | Vila Formosa             |
| Dourados                 | Vila Vargas              |
| Eldorado                 | Morumbi                  |
| Fátima do Sul            | Culturama                |
| Glória de Dourados       | Guaçulândia              |
| Glória de Dourados       | Nova Esperança           |
| Inocência                | Morangas                 |
| Inocência                | São José do Sucuriú      |
| Inocência                | São Pedro                |
| Itaporã                  | Carumbé                  |
| Itaporã                  | Montese                  |
| Itaporã                  | Piraporã                 |
| Itaporã                  | Santa Terezinha          |
| Ivinhema                 | Amandina                 |
| Jaraguari                | Bom Fim                  |
| Jardim                   | Boqueirão                |
| Maracaju                 | Vista Alegre             |
| Naviraí                  | Porto Caiuá              |
| Nova Andradina           | Nova Casa Verde          |
| Paraíso das Águas        | Bela Alvorada            |
| Paraíso das Águas        | Imbaúba                  |
| Paraíso das Águas        | Pouso Alto               |
| Paraíso das Águas        | Alto Sucuriú             |
| Paraíso das Águas        | Mateira                  |
| Paranaíba                | Alto Santana             |
| Paranaíba                | Raimundo                 |
| Paranaíba                | São João do Aporé        |
| Paranaíba                | Tamandaré                |
| Paranaíba                | Velhacaria               |
| Ponta Porã               | Cabeceira do Apa         |
| Ponta Porã               | Nova Itamarati           |
| Ponta Porã               | Sanga Puitã              |
| Ribas do Rio Pardo       | Bálsamo                  |
| Rio Brilhante            | Prudêncio Thomaz         |
| Rio Negro                | Nova Esperança           |
| Rio Verde de Mato Grosso | Juscelândia              |
| Rochedo                  | Água Boa                 |
| São Gabriel do Oeste     | Areado                   |
| São Gabriel do Oeste     | Ponte Vermelha           |
| Sidrolândia              | Capão Seco               |
| Sidrolândia              | Quebra Coco              |
| Três Lagoas              | Arapuá                   |
| Três Lagoas              | Garcias                  |
| Três Lagoas              | Guadalupe do Alto Paraná |
| Três Lagoas              | Ilha Comprida            |
| Vicentina                | São José                 |
| Vicentina                | Vila Rica                |